# Edward Elmer Smith

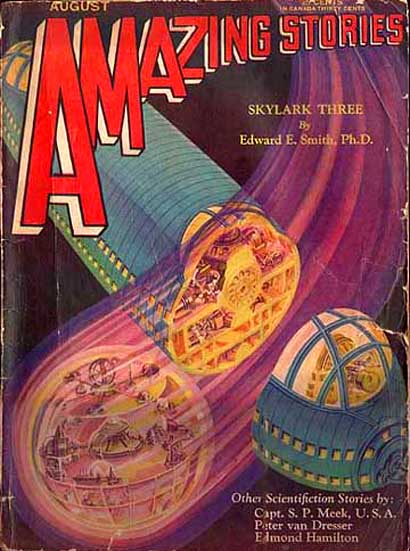
Skylark Three

Edward Elmer Smith, of E.E. "Doc" Smith, (Sheboygan, Wisconsin, 2 mei 1890 - 31 augustus 1965) was een Amerikaans sciencefictionschrijver en scheikundige.

## Korte biografie
E.E. Smith studeerde scheikunde aan de George Washington University in Idaho. Nadat hij was afgestudeerd werkte hij tussen 1936 en 1941 als scheikundige bij diverse onderzoeksinstellingen en van 1941 tot 1945 bij het Amerikaanse leger. Daarnaast schreef hij vanaf 1920 sciencefictionverhalen voor vroege pulpbladen als Amazing Stories en Astounding Stories.
Smith bedacht vele typische sciencefiction-apparaten en technieken. Hieronder enkele bekende "uitvindingen", die hij waarschijnlijk heeft bedacht.
- Afweerschild - (Force Field, in Space Hounds of IPC uit 1931)
- Trekstraal - (Tractor Beam, in Space Hounds of IPC uit 1931)
- Onzichtbaarheidsschild - (Ether Wall, in Triplanetary uit 1934)
- Persoonlijk schild - (Protective Shield, in Triplanetary uit 1934)
- Moederschip - (Mother Ship, in Triplanetary uit 1934)
- Bionisch oog - (Artificial Eye, in Galactic Patrol uit 1938)
- Gedachtenschild - (Thought-Screen, in Gray Lensman uit 1942)